# Riccardo Gallia
Riccardo Gallia (Alessandria, 29 aprile 1969) è un allenatore di pallavolo ed ex pallavolista italiano.
Giocò nel ruolo di schiacciatore.

## Carriera
La carriera di Riccardo Gallia inizia nelle selezioni giovanili dell'Associazione Sportiva Novi Pallavolo, in Serie B. Nella 1985-86 entra a far parte della Pallavolo Torino, società militante in Serie A1. A seguito della cessione dei diritti sportivi al Cuneo Volley Ball Club, si trasferisce nel neonato club cuneese insieme a diversi compagni di squadra, centrando subito la promozione dalla Serie A2 alla Serie A1.
Rimane a Cuneo per cinque anni, con eccezione di una stagione alla S.S. Lazio Pallavolo, ricevendo anche diverse chiamate nella Nazionale italiana, con la quale esordisce il 27 aprile 1990 contro il Brasile; con la rappresentativa azzurra vince tre medaglie d'oro consecutive nelle World League del 1990, 1991 e 1992.
Dopo un'annata nel Volley Gonzaga Milano e una nell'Associazione Sportiva Pinuccio Capurso Volley Gioia, chiude con la pallavolo ad alti livelli, per partecipare a diversi campionati di Serie B1 e B2. Nella stagione 1996-97 vince il campionato di Serie B2 con la Pallavolo Busca. Il ritiro, dopo tre stagioni al Volley Ball Club Mondovì, avviene nel 2003.

### Allenatore
Dal 2023 allena il Mondovi' in serie B